# Pranjal Banerjee
Pranjal Banerjee, född 21 april 1986 i Tripura, är en indisk fotbollsdomare. Han har framför allt dömt matcher i Indian Super League, men även fått internationella uppdrag i bl.a. Asiatiska mästerskapen och det asiatiska kvalet till VM i Qatar 2022. År 2016 utsågs han av AIFF (All Indian Football Federation) till årets domare.